# アポロA-104

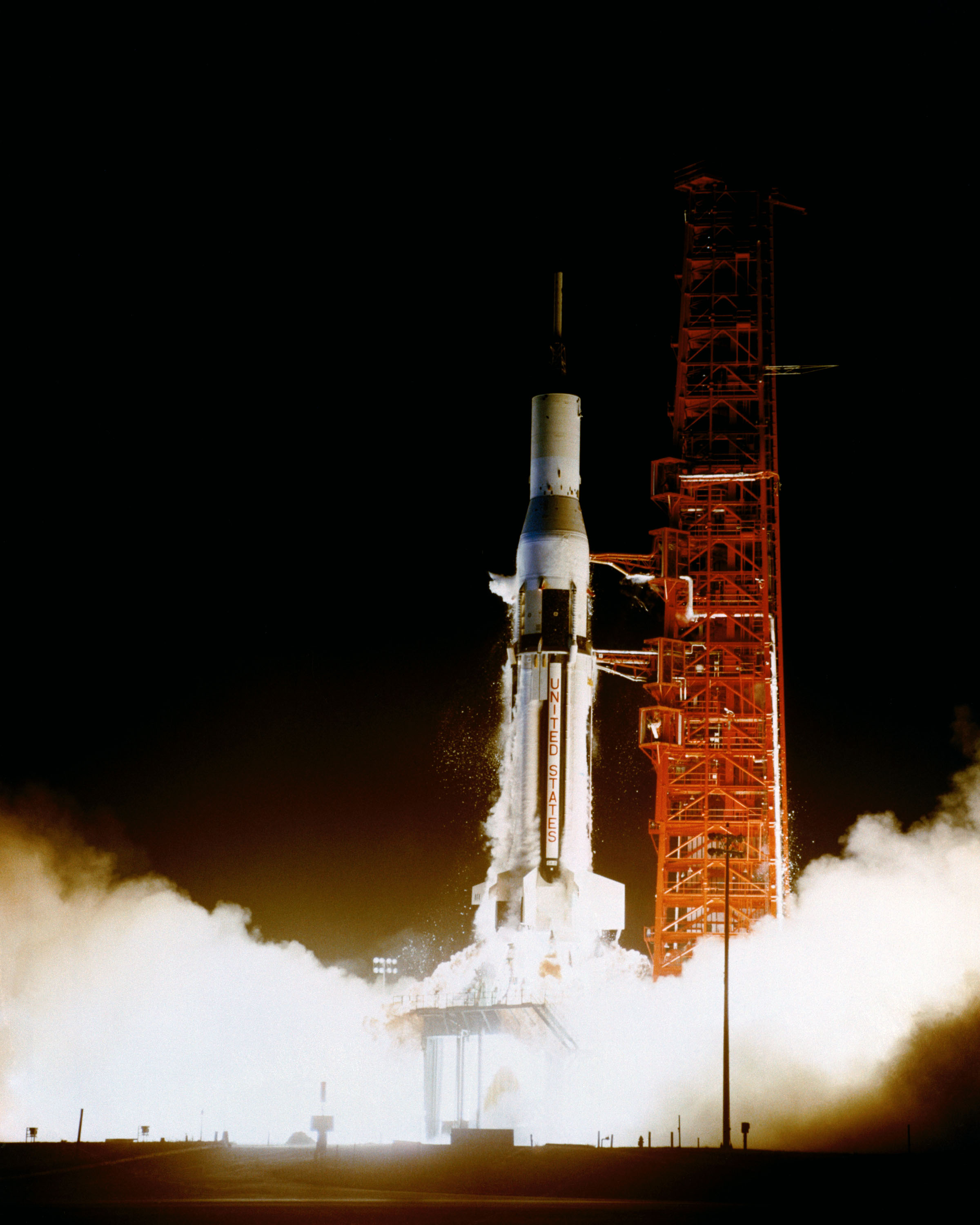
A-104の発射

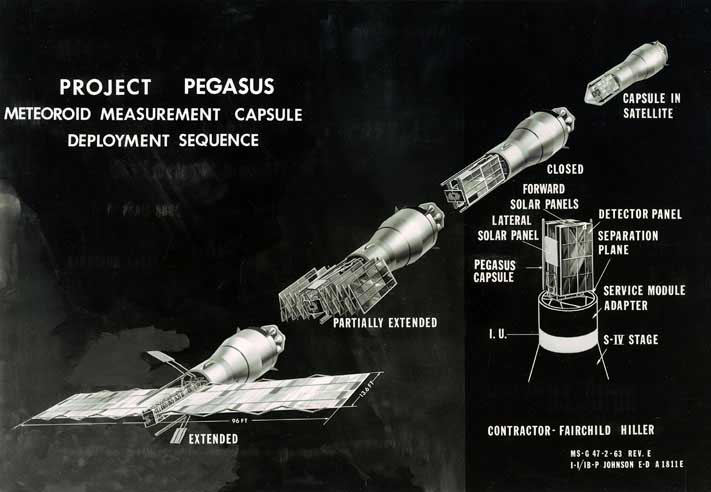
ペガサス衛星概要図（NASA）

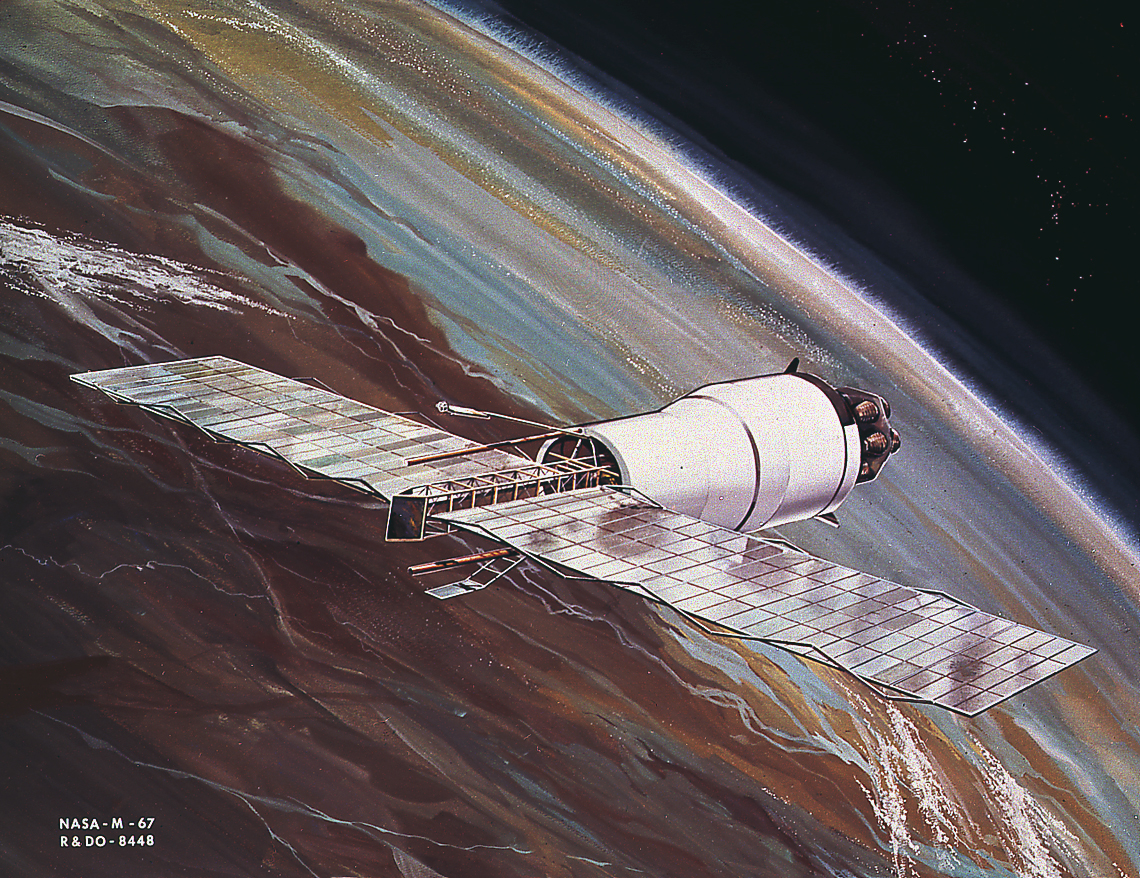
ペガサス衛星（NASA）

アポロA-104はアメリカ合衆国のアポロ計画において9回目に行われたサターンI 型ロケットの発射実験である。またアポロ宇宙船のテストが行われるのは4回目、科学的探査の目的で使用されるのは前回のA-103に続いて2回目になる。

## 目的
A-104の基本的な目的は、
(1) 地球低軌道における宇宙塵の調査と採集
(2) 各システムが正確に作動するかの確認
であった。軌道は前回のA-103と同じだった。ロケットと宇宙船も構造的にはほぼ同じもので、前回との変更点は司令船に姿勢制御用の小型反動ロケットと、上昇中の機体の温度変化などを計測する装置が取りつけられたことだった。また搭載されたペガサスB（PegasusB）は重量が1,397kgで、外寸は前回のペガサスAと同じであった。

## 飛行
A-104は1965年5月25日07:35:01（UTC）、ケープ・カナベラルの37B発射台から打ち上げられた。サターンI シリーズで夜間に発射が行われるのはこれが最初であった（現地時間は午前2時35分）。10.6分後、衛星は正常に軌道に投入された。宇宙船、ペガサスB、使用済の第二段ロケットなど、軌道に乗ったものの総重量は15,473kgであった。
ペガサスBはその後1968年8月29日に通信が途絶えるまで、データを送信し続けた。大気圏に再突入したのは、14年後の1979年11月3日であった。
計画全体にこれといった失敗はなく、ほぼ完全なものであったと言ってよい。